# Peak 2 Peak
Le Peak 2 Peak est une remontée mécanique de type téléphérique 3S située à Whistler en Colombie-Britannique au Canada. Elle fait partie des principales remontées du domaine skiable de Whistler Blackcomb (la plus grande station de ski du Canada) et permet de relier directement le secteur Whistler au secteur Blackcomb en survolant la vallée de la Fitzsimmons creek. Il s'agit de la remontée mécanique présentant la plus longue portée au monde entre deux pylônes avec une longueur de 3024 mètres.

## Caractéristiques de la ligne
Le Peak 2 Peak assure une jonction directe entre les secteurs Whistler Mountain et Blackomb Mountain en traversant la vallée de la Fitzsimmons creek. Avant son inauguration en 2008, les skieurs voulant se rendre d'un secteur à un autre étaient forcés de descendre au pied de la station de Whistler Blackcomb pour remonter ensuite. C'est une remontée mécanique de type téléphérique 3S, il s'agit de la seule remontée de ce type présente sur le continent Américain.
La gare du secteur Whistler est installée à 1834 mètres d'altitude au niveau de la Roundhouse Lodge où se situe l'arrivée de la télécabine Whistler Village (en provenance du pied de la station) et des télésièges Emerald Express, Big Red Express et Franz's Chair, elle abrite la partie motrice de la remontée. La gare du secteur Blackcomb est installée à 1870 mètres d'altitude au niveau du Rendez-vous Lodge où se situe l'arrivée des télésièges Solar Coaster Express, Jersey Cream Express et Catskinner Chair. 
La ligne du Peak 2 Peak a une longueur horizontale de 4407 mètres mais présente un très faible dénivelé de 36 mètres, 4 pylônes y sont présents. La remontée possède 28 cabines disposant chacune d'une capacité maximale de 28 personnes ce qui porte son débit à 4100 personnes par heure. Mais sa particularité est de posséder la plus longue portée au monde avec un record de 3024 mètres entre les deux pylônes situés sur les flancs opposés de la Fitzsimmons creek. Au milieu de la ligne, les cabines survolent la vallée avec une hauteur maximale de 436 mètres.